# Georgina Chapman
Pour les articles homonymes, voir Chapman.
Georgina Chapman, née le 14 avril 1976 à Londres, est une styliste et actrice britannique.

## Biographie
Georgina Rose Chapman est la fille de la journaliste Caroline Wonfor et de Brian Chapman.
Diplômée de Chelsea College of Art and Design en 2001, elle fonde avec Keren Craig (en) trois ans plus tard, la marque spécialisée dans les vêtements haut de gamme pour femme, Marchesa (en). Elle habille notamment Jennifer Lopez, Anne Hathaway, Sienna Miller, Jessica Alba, Eva Longoria, Naomi Watts ou Blake Lively.
En 2006, Georgina Chapman participe au prix du conseil des créateurs de mode américains où elle arrive en finale.
Georgina Chapman est également actrice, elle a joué notamment dans les films Match Point, Dérapage, The Business, Le Journal d'une baby-sitter ou Awake.

### Vie privée
En 2007, Georgina Chapman épouse le producteur américain de cinéma Harvey Weinstein. Ils ont une fille née en 2010 et un garçon né en 2013. Georgina Chapman quitte Weinstein le 10 octobre 2017, après que celui-ci a fait l'objet de nombreuses accusations de viols et d'abus sexuels. Elle déclare : « J'ai le cœur brisé en pensant à toutes les femmes qui ont terriblement souffert de ces actions impardonnables ».
Elle est actuellement en couple avec l’acteur américain Adrien Brody depuis 2021.